# 現代コリア研究所
現代コリア研究所（げんだいこりあけんきゅうじょ）は、日本の任意機関。1961年設立。
日本人の立場から隣国である南北朝鮮の政治、経済、社会、文化、在日韓国・朝鮮人問題など各方面にわたる研究を進めるために設立された。1984年から佐藤勝巳が所長。

## 概要

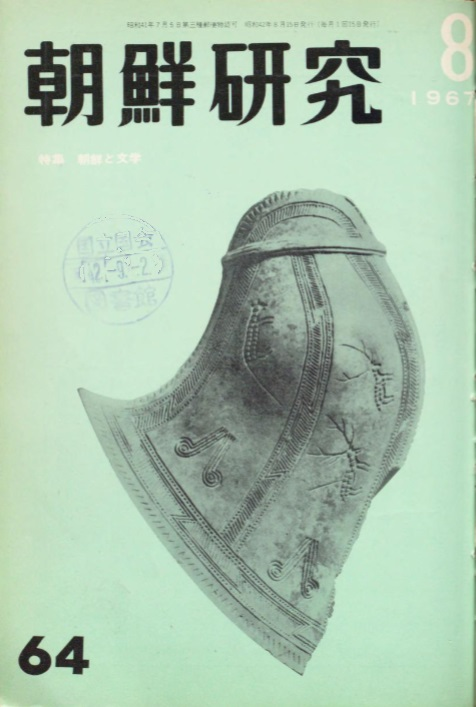
『朝鮮研究』1967年8月号

- 1961年 - 日本朝鮮研究所として設立された。
- 1962年 - 1月に『朝鮮研究月報』を創刊[1]。
- 1964年 - 6月号から『朝鮮研究』に改名。
- 1984年 - 4月号から『現代コリア』に改名。
- 2007年 - 11月、紙媒体の『現代コリア』を休刊させ、電子版に完全移行。